# Moscas en la casa
"Moscas en la Casa" é uma canção gravada pela artista musical colombiana Shakira, lançado como o quinto single de seu álbum de estúdio multi-platina Dónde están los ladrones? (1998).
Na música, Shakira explica a tristeza que ela sente após um relacionamento rompido e como ela se deixou levar, enquanto ela continua a esperar por ele voltar. Foi um sigle para o rádio, nenhum vídeo foi filmado para a música.

## Faixas e formatos
1. "Moscas En La Casa" (Tropical Edit)
2. "Moscas En La Casa" (Dance Mix)
3. "Moscas En La Casa" (Radio Edit Remix)

## Desempenho nas tabelas musicais

### Paradas semanais
| Chart (1999)                                 | Maior posição |
| -------------------------------------------- | ------------- |
| Estados Unidos (Billboard Latin Pop Airplay) | 10            |
| Estados Unidos (Billboard Hot Latin Songs)   | 25            |